# Microbates
Microbates és un gènere d'ocells de la família dels polioptílids (Polioptlidae).

## Taxonomia
Segons la Classificació del Congrés Ornitològic Internacional (versió 15.1, 2025) aquest gènere està format per dues espècies:
- Agafamosquits de collar (Microbates collaris Pelzeln, 1868)
- Agafamosquits de cara lleonada (Microbates cinereiventris Sclater, PL, 1855)